# Bailly (Yvelines)
Bailly is een gemeente in het Franse departement Yvelines (regio Île-de-France) en telt 4094 inwoners (1999). De plaats maakt deel uit van het arrondissement Saint-Germain-en-Laye.

## Geografie
De oppervlakte van Bailly bedraagt 6,5 km², de bevolkingsdichtheid is 629,8 inwoners per km².
De onderstaande kaart toont de ligging van Bailly (Yvelines) met de belangrijkste infrastructuur en aangrenzende gemeenten.

## Demografie
Onderstaande figuur toont het verloop van het inwonertal (bron: INSEE-tellingen).